# Cariës

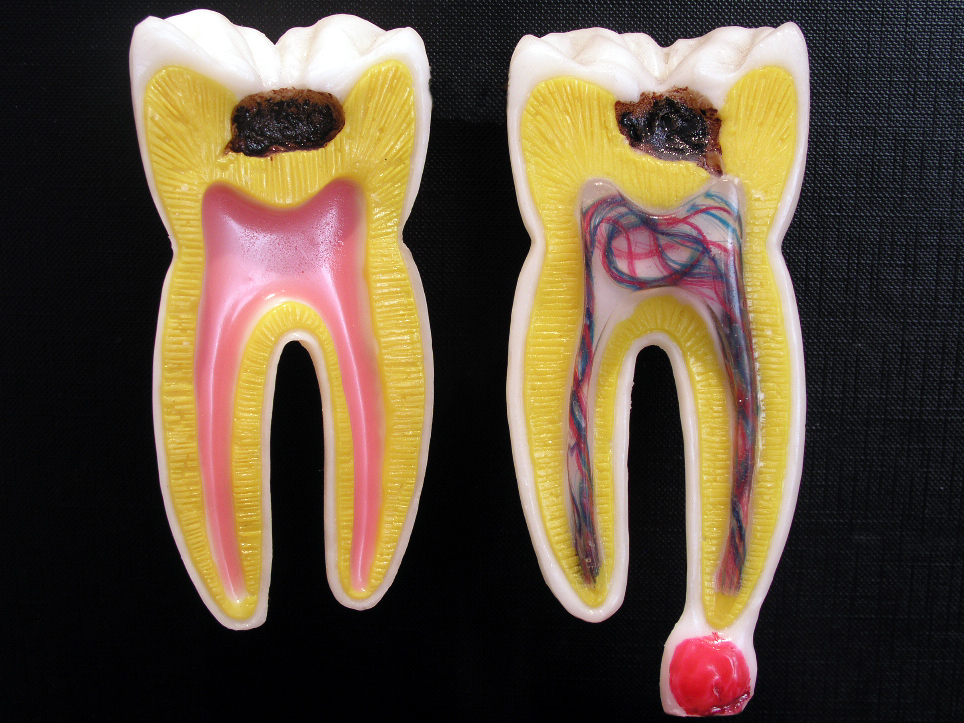
Kies met cariës, rechts met wortelpuntontsteking

Cariës of tandbederf is de meest voorkomende infectieziekte in de wereld. Naar schatting lijdt 95% van de wereldbevolking eraan. Onbehandelde cariës veroorzaakt wereldwijde productiviteitsverliezen van ongeveer US $ 27 miljard per jaar. De oude volksnaam is tandwolf.

## Geschiedenis
Er zijn Sumerische teksten gevonden waaruit blijkt dat men dacht dat cariës werd veroorzaakt door tandwormen. Dergelijke tandwormen worden vaker genoemd in de geschiedenis, bijvoorbeeld door de oude Egyptenaren.

## Oorzaak van cariës
Cariës is een demineralisatieproces van het tandweefsel: tandglazuur, dentine (=tandbeen) en wortelcement. De demineralisatie wordt in gang gezet door zuren die uitgescheiden worden door bepaalde bacteriën, omgezet vanuit vooral ingenomen tafelsuiker (sacharose), en in mindere mate vanuit ingenomen druivensuiker (zuivere glucose) en vruchtensuiker (fructose). Voorbeelden van bacteriën die cariës veroorzaken zijn voornamelijk Streptococcus mutans en Lactobacillus. Door de uitscheiding van zuren door deze bacteriën daalt de pH. Door het zuur neemt de oplosbaarheid van het calciumhydroxyapatiet (het mineraal waaruit het tandglazuur bestaat) toe, en zal het dus geleidelijk oplossen. Zo ontstaat een caviteit ('gaatje').
Zuur uit voedsel dat direct demineralisatie veroorzaakt van tanden en kiezen wordt niet gezien als cariës, maar als erosie van de tanden en kiezen. De bacteriën die cariës veroorzaken bevinden zich overal in de mond. Iedereen heeft deze bacteriën in zijn mond, in meer of mindere mate. Deze cariës veroorzakende bacteriën bevinden zich in tandplak.
De tandplak bevat:
- de bacteriën en o.a. de zuren die ze uitscheiden
- stoffen, voornamelijk eiwitten, vanuit het speeksel
- uit voeding opgeloste stoffen (zoals glucose)
- opgeloste mineralen uit dat deel van de tand dat opgelost is, uit tandpasta, speeksel, etc.

Als de tandplak een langere tijd op het tandoppervlak aanwezig blijft, de afweer van de patiënt niet optimaal is, etc., dan zal cariës de tanden en kiezen aantasten. Tandartsen en mondhygiënisten raden dan ook aan goed te flossen met tandzijde (of gebruik van een tandenstoker of tandrager) na het eten, om zo veel mogelijk van deze tandplak te verwijderen.

## Ontwikkeling van cariës

Een Klasse I caviteit die begint in een van de groeven van een kies.

De aantasting van de tand of kies wordt in de eerste fase van cariës meestal gezien als een witte doffe plek (laesie) op het glazuur, die naarmate de tijd verstrijkt kan verkleuren. Tot dit punt kan de tand zich nog herstellen door remineralisatie. Een laesie (beginnend gaatje) die herstelt, kan men herkennen aan het nog aanwezig zijn van de verkleuring (wit of bruin) en aan het harde en glimmende oppervlak van deze plek van verkleuring. Wanneer het cariësproces doorgaat, zal het glazuur dermate verzwakt worden dat het glazuur afbrokkelt en er een holte ontstaat. Zo ontstaat een caviteit waardoor de bacteriën toegang krijgen tot het dentine. Het dentine bestaat deels uit organisch materiaal dat rechtstreeks door de bacteriën geconsumeerd kan worden en zo wordt de tand rot. De tanden hebben een afweermechanisme (door het dichten van de dentinekanaaltjes), maar bij lange en frequente zuuraanvallen (door hoge frequentie van suikerconsumptie) is deze ontoereikend. De cariës kan voortgaan tot aan de tandzenuw. De tandzenuw zal hierdoor geïrriteerd raken, al dan niet gepaard gaande met kiespijn.

## Pijn door cariës
Cariës veroorzaakt niet altijd pijn en zeker niet in de beginnende fase. Meestal is cariës in de allereerste fase geheel pijnloos. Naarmate het cariësproces voortschrijdt, kan de betreffende kies temperatuurgevoelig worden en gevoelig bij het eten van zoetigheid. De gevoeligheid kan bij het verder voortschrijden van het cariësproces overgaan in pijn, maar het is ook mogelijk dat het volledige proces zich afspeelt zonder enige pijn. Zodra het cariësproces de zenuw bereikt kan de pijn continu worden. Meestal wordt deze pijn beschreven als een kloppende pijn, waarbij pijnstilling nodig is. Wanneer pijnstillers de kiespijn niet meer kunnen onderdrukken moet de zenuw verwijderd worden. Dit wordt dan een zenuwbehandeling genoemd of wortelkanaalbehandeling. Wanneer de zenuw niet verwijderd wordt, zal door het cariësproces de tandzenuw afsterven. Hierdoor verdwijnt ook de pijn, maar dan tijdelijk.

## Cariësrisico
Met name tandartsen willen weten wat het cariësrisico is van hun patiënten. Zo kunnen ze inschatten wat de kans is dat hun patiënt opnieuw cariës zal ontwikkelen. Het cariësrisico kan op meerdere manieren worden ingeschat.
- Hoe ziet het gebit eruit? Zijn er veel vullingen of weinig? Zijn er veel beginnende caviteiten of helemaal geen? Zodra er meer beginnende caviteiten zijn en of meer vullingen zal het cariësrisico stijgen.
- Mondhygiëne: Lukt het om alle plak weg te poetsen, of zit er nog overal plak? Hoe meer plak (vol met bacteriën die cariës veroorzaken), hoe groter het risico om cariës te ontwikkelen.
- Speeksel: Hoe is de speekselvloed? Speeksel helpt de tanden en kiezen te beschermen tegen het ontwikkelen van cariës. Zodra er minder speeksel aanwezig is door ziekte, medicijngebruik of door een verwijderde speekselklier zal het risico om cariës te ontwikkelen vergroten.
- Dieet, medicijngebruik, druggebruik: Wordt er veel suiker gegeten en gedronken? Wordt er de hele dag gesnoept of maar een keer per dag? Hoe meer suiker er geconsumeerd wordt en hoe meer over dag gesnoept wordt, hoe groter het cariësrisico zal worden. Ook het gebruik van medicijnen en drugs kan het cariësrisico verhogen. Paaseilanders kampten vaak met watertekorten en vulden dat aan door sap van lokaal voorkomende suikerpalmen te drinken; ten gevolge hiervan had rond de helft van de tienerbevolking cariës, en vanaf het 20e levensjaar vrijwel iedereen.
- Fluoride helpt de tanden en kiezen te beschermen tegen cariës. Hoe minder fluoride er wordt gebruikt hoe meer kans op cariës.
- Karakter van de patiënt: Komt de patiënt regelmatig naar de tandarts? Wil de patiënt graag veel doen om het cariësrisico te beperken? Dit kan het cariësrisico aanzienlijk verminderen.

## Opsporen van cariës

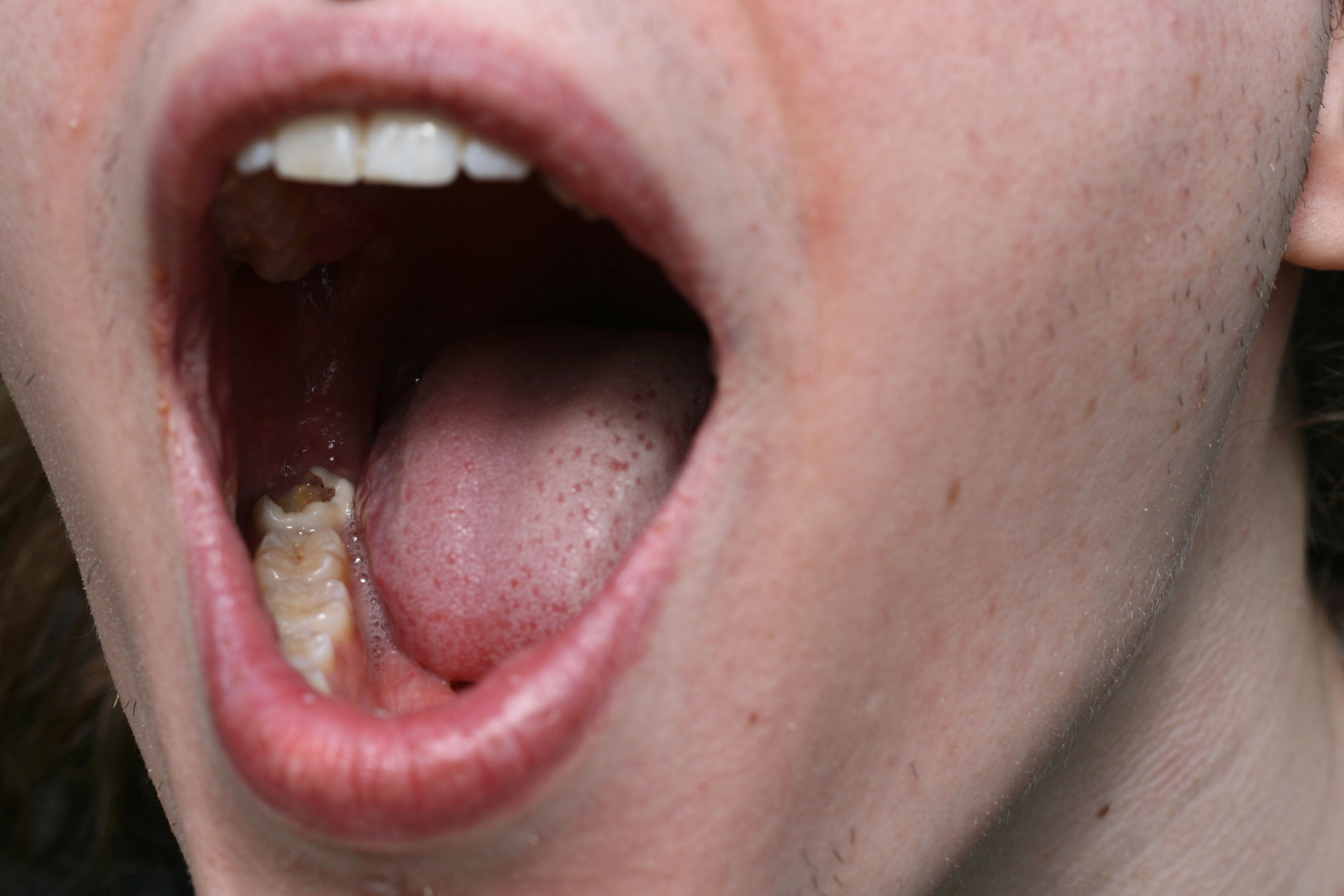
Een rottende verstandskies.

Het op tijd opsporen van cariës is voor een tandarts vaak lastig. Als de caviteit of laesie zich in het zicht bevindt is het opsporen makkelijk. Cariës komt daarentegen vaker tussen de kiezen voor, waardoor het opsporen al een stuk moeilijker is. Cariës kan ook onder de vulling ontstaan, waar het voor het blote oog meestal niet te zien is. Dat wordt secundaire cariës genoemd. Momenteel worden er vele technieken gebruikt om cariës op te sporen.

### Technieken om cariës op te sporen
- Met het blote oog: Hiermee kan het grootste deel van de caviteiten en laesies veroorzaakt door cariës worden opgespoord.
- Röntgenfoto's: De röntgenfoto's geven de mogelijkheid om b.v. cariës te detecteren tussen kiezen in en onder vullingen.
- Doorschijnend licht: Door licht door een voortand te schijnen kan verkleuring door cariës worden opgespoord. Door de dikte van kiezen is deze techniek bij kiezen minder effectief.
- Overige technieken: Er wordt ook weleens gebruik gemaakt van speciale apparatuur om cariës op te sporen. Een voorbeeld hiervan is een apparaat dat de elektrische geleiding van een kies meet, waarbij minder geleiding duidt op cariës.

## Classificatie van door cariës veroorzaakte caviteiten

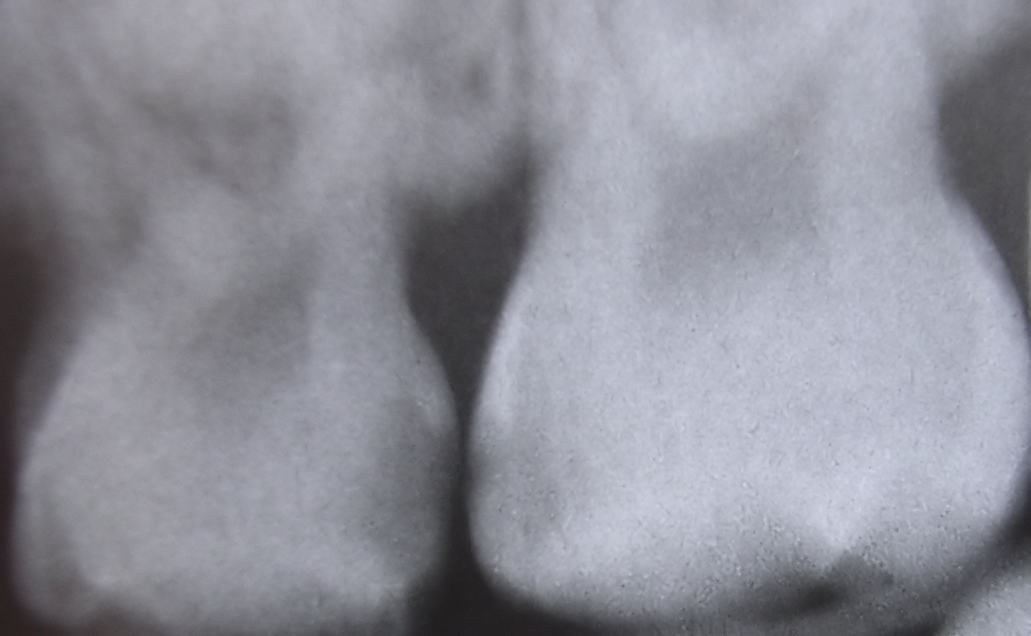
Twee donkere vlekken tussen de kiezen laten duidelijk een cariës proces zien, hoogstwaarschijnlijk met caviteiten. De donkere vlekken in het midden van de kiezen zijn de zenuwholtes. Omdat de caviteiten zich tussen de kiezen bevinden, behoren ze tot de Klasse II caviteiten

Caviteiten (gaatjes) veroorzaakt door cariës worden in de tandheelkunde geclassificeerd. De plaats waar de cariës op de tand of kies begint bepaalt tot welke klasse deze caviteit behoort. Deze classificatie is gemaakt door de Amerikaan G. Black (1836-1915) en wordt internationaal gehanteerd. Classificatie van caviteiten wordt gebruikt om bijvoorbeeld het bepalen van het te gebruiken vulmateriaal makkelijker te maken. Ook het vaak voorkomen van bepaalde klasse caviteiten zegt tandartsen meer over de eventuele oorzaken van de caviteiten. Zo kan het vaak voorkomen van caviteiten tussen de kiezen, duiden op een onvoldoende mondhygiëne.
De classificatie is als volgt:
- Klasse I: deze caviteiten bevinden zich in de groeven die in de tanden en kiezen aanwezig zijn. Bij kiezen bevinden deze groeven zich meestal op het kauwoppervlak. Bij de voortanden bevinden deze groeven zich meestal aan de tongzijde van de tand.
- Klasse II: deze bevinden zich tussen de kiezen. Zodra een van de kiezen verwijderd zou worden, dan zou de caviteit zich niet meer tussen de kiezen bevinden, maar desondanks behoort de caviteit nog steeds tot de Klasse II caviteit.
- Klasse III: kleine gaatjes tussen de voortanden. Zodra bij het herstellen van de tand een hoek van een voortand moet worden opgeofferd, dan behoort de caviteit tot de Klasse IV caviteiten.
- Klasse IV: een caviteit tussen de voortanden, waarbij bij herstel een hoek van de desbetreffende voortand opgeofferd moet worden.
- Klasse V: dit zijn caviteiten die zich aan de wangkant, tongkant of verhemelte kant bevinden.

## Methamfetamine

Een ´meth mouth´: cariës veroorzaakt door methamfetamine-gebruik

Methamfetaminegebruikers kunnen, doordat de drug een zure werking heeft en het een gebrek aan speeksel veroorzaakt, een sterk aangetast gebit krijgen. Bovendien knarsen veel verslaafden veel met hun tanden en krijgen ze vaak behoefte aan zoete dranken na gebruik. Een andere factor is dat methamfetaminegebruikers (en mensen die aan schadelijke middelen verslaafd zijn in het algemeen) vanwege hun verslaving vaak niet meer gemotiveerd zijn om voldoende aandacht aan hun gebit te besteden. Dit staat bekend als de ´meth mouth´ (methmond).

## Behandeling van cariës
De behandeling van cariës begint bij de preventie. Een preventieve behandeling is bijvoorbeeld verwijderen van tandplak door een tandarts, mondhygiënist, preventie-assistent(e) of zelfs door de patiënt zelf. Ook het geven van poetsinstructie, fluorbehandeling en dieetwijziging (minder vaak snoepen en gebruik van bijvoorbeeld kauwgom met de zoetstof Xylitol) behoren tot preventie.
Wanneer er reeds cariës aanwezig is zal er beoordeeld moeten worden of het gaatje behandeld zal moeten worden door te boren en te vullen. Dit is van meer factoren afhankelijk, zoals de opvatting van de tandarts, de grootte van de caviteit, hoe snel ontwikkelt de caviteit zich en natuurlijk de patiënt zelf (bv. poetst deze goed of niet).
Zodra er besloten wordt om de caviteit niet te boren en te vullen, zal waarschijnlijk de preventieve behandeling geïntensiveerd moeten worden.
Er kan natuurlijk besloten worden om de caviteit te boren en te vullen. Voor het vullen kunnen verschillende materialen gebruikt worden. De meest gebruikte vulmaterialen zijn composiet (witte vulling), amalgaam (zilverkleurige vulling) en compomeren en glasionomeren (eveneens witte vullingen).
Zodra een kies of tand gevuld is, moet er rekening mee gehouden worden dat naast of onder de vulling zich nog altijd een caviteit kan vormen. Een preventieve behandelstrategie blijft dan ook belangrijk.